# Aphrophora princeps
Aphrophora princeps is een halfvleugelig insect uit de familie Aphrophoridae. De wetenschappelijke naam van deze soort is voor het eerst geldig gepubliceerd in 1928 door Walley.